# Nahiya Tedef
Nahiya Tedef (Arabisch ناحية تادف)  is een subdistrict van het district al-Bab in het gouvernement Aleppo in het noordwesten van Syrië. Het bestuurlijk centrum is de stad Tedef. Bij de volkstelling van 2004 was de grootte van de bevolking van dit subdistrict 41786 inwoners.
De aangrenzende subdistricten zijn Nahiya al-Bab (noorden) en Nahiya Arima (noordoosten), beide in het al-Bab district, Nahiya Mambij (oosten) in het Mambij district, en Nahiya Rasm Harmil al-Imam (zuiden) en nahiya Kuweires Sharqi (zuidwesten) in het Dayr Hafir district.

## Steden en dorpen
| PCode | Naam                | Bevolking |
| ----- | ------------------- | --------- |
| C1219 | Tedef               | 12.360    |
| C1215 | Arran               | 4.135     |
| C1216 | Abu Jabbar          | 2.821     |
| C1230 | Barlahin            | 2.367     |
| C1226 | Oweishiyeh          | 2.218     |
| C1223 | Kherbet Kiyar       | 2.059     |
| C1220 | Big Amya            | 1.674     |
| C1227 | Sarhan              | 1.604     |
| C1218 | Abu Taltal          | 1.582     |
| C1235 | Big Fikha           | 1.473     |
| C1228 | Eisheh              | 1.332     |
| C1233 | Qasr Elbreij        | 1.287     |
| C1217 | Kita                | 1.227     |
| C1224 | Um Khorzet Elbab    | 1.128     |
| C1221 | Deir Qaq            | 1.042     |
| C1234 | Magharet Abu Jabbar | 1.039     |
| C     | Ein Eldahab         | 669       |
| C1222 | Toman               | 516       |
| C1225 | Biret Elbab         | 447       |
| C1229 | Sheikh Dan          | 391       |
| C1232 | Qatar               | 307       |
| C1231 | Btoshiyet Elbab     | 108       |